# Henrique Sartori de Almeida Prado
Henrique Sartori de Almeida Prado ·GOME · (Dourados, 22 de fevereiro de 1980), é cientista político e professor brasileiro. É professor da Faculdade de Direito e Relações Internacionais da Universidade Federal da Grande Dourados. Foi Secretário-Executivo e Ministro da Educação substituto (2018). É membro da Câmara de Educação superior do Conselho Nacional de Educação.

## Formação
Graduado em Direito (Uniderp), especialista em relações internacionais pela UNB, mestre em direito, desenvolvimento e relações internacionais (PUC Goiás) e doutor em ciência política pelo Instituto de Estudos Sociais e Políticos - IESP-UERJ. É professor licenciado da Universidade Federal da Grande Dourados - UFGD, lotado na Faculdade de Direito e Relações Internacionais da UFGD.

## Carreira Profissional
Foi chefe de gabinete da reitoria da UFGD entre 2015 a 2016, responsável pela modificação e reestruturação administrativa da Universidade e pela articulação direta com os órgãos administrativos, suplementares e conselhos superiores da instituição.
Em 2016, foi convidado pelo Ministro José Mendonça Filho para assumir a Secretaria-Executiva do Conselho Nacional de Educação - CNE, do MEC, órgão colegiado de assessoramento direto do Ministro da Educação, sendo responsável pela eliminação do passivo de processos regulatórios, organização administrativa e estrutural do conselho e pela organização inicial de importantes demandas e agendas do Ministério da Educação - MEC, como a Base Nacional Comum Curricular - BNCC e diretrizes nacionais curriculares de diversos cursos de graduação.
No ano seguinte, assumiu a Secretaria de Regulação e Supervisão da Educação Superior - SERES, secretaria responsável pelos atos institucionais e de cursos superiores do sistema federal de ensino.[carece de fontes?] Durante a sua gestão foi implantado o programa "Seres em Ação", descentralizando  e levando atendimento às Instituições de Ensino Superior pelo Brasil, além da finalização de mais de 30 mil processos regulatórios como o credenciamento de novas IES, recredenciamento, autorização, reconhecimento e renovação de reconhecimento de cursos superiores. Foi neste período também que os editais de 2014 e 2017, do Programa Mais Médicos foram finalizados.
Ainda no Ministério da Educação, assumiu em 2018 a Secretaria Executiva do MEC sendo responsável pela gestão direta do MEC, relatório de gestão, mensagem presidencial e transição de governo, junto com a equipe de Gabinete de Transição Presidencial do Brasil, do Governo Jair Bolsonaro. 
Em 2019, assumiu a Chancelaria do Grupo Estácio Participações, instituição de ensino com mais de 550.000 alunos, presente em todo o território brasileiro.
Durante os anos de 2020 e 2021 foi Secretário de Governo e de Gestão Estratégica da cidade de Dourados - MS, idealizando o projeto de desenvolvimento da infraestrutura da cidade, culminando com a assinatura do contrato de investimento entre a Prefeitura Municipal de Dourados com o Financeiro para Desenvolvimento da Bacia do Prata
Foi designado em 2022, pela Presidência da República e pelo Ministério da Educação (Brasil), como Membro da Câmara de Educação Superior do Conselho Nacional de Educação para o mandato de 4 anos (2022-2026). 

## Prêmios e condecorações
Ordem do Mérito Educativo da Presidência da República - Grande Oficial
Ordem do Mérito  Associação Brasileira de Mantenedoras da Educação Superior - ABMES

## Livros publicados
1. A cooperação descentralizada e a política para a fronteira no Brasil. 1.ed. Curitiba: Editora Íthala, 2019. 302p.
2. União Europeia: visões brasileiras. 1.ed. Curitiba: Editora Appris, 2019. 255p.
3. Fronteiras e Relações Internacionais. 1. ed. Curitiba: Editora Íthala, 2015. v. 1. 291p .
4. Inserção dos Atores Subnacionais no Processo de Integração Regional: o caso do MERCOSUL. 1. ed. Dourados: Editora da UFGD, 2013. v. 1. 146p .
5. Pacifismo e cooperação nas relações internacionais - Teoria e Prática. 1. ed. Dourados: Editora da UFGD, 2013. v. 1. 176p.

## Ligações Externas
1. Currículo Plataforma Lattes